# IC 2611
IC 2611 је појединачна звијезда у сазвјежђу Лав која се налази на листи објеката дубоког неба у Индекс каталогу.
Деклинација објекта је + 10° 8' 12" а ректасцензија 10h 52m 39,0s.